# Mistrzostwa Świata w Piłce Nożnej 2014 (eliminacje strefy AFC)/Grupa 3

## Grupa
| Lp. | Drużyna        | M | Mecze | Mecze | Mecze | Bramki | Bramki | Bramki | Pkt |
| Lp. | Drużyna        | M | W     | R     | P     | +      | −      | +/−    | Pkt |
| --- | -------------- | - | ----- | ----- | ----- | ------ | ------ | ------ | --- |
| 1.  | Uzbekistan     | 6 | 5     | 1     | 0     | 8      | 1      | +7     | 16  |
| 2.  | Japonia        | 6 | 3     | 1     | 2     | 14     | 3      | +11    | 10  |
| 3.  | Korea Północna | 6 | 2     | 1     | 3     | 3      | 4      | −1     | 7   |
| 4.  | Tadżykistan    | 6 | 0     | 1     | 5     | 1      | 18     | −17    | 1   |

## Mecze
Czas CET
| 2 września 2011 12:25 | Japonia · Yoshida 90+4' | 1:0(0:0) | Korea Północna | Stadion Saitama, Saitama Widzów: 62 tys. Sędzia: Ali Albadwawi |
|                       |                         |          |                |                                                                |

| 2 września 2011 13:30 | Tadżykistan | 0:1(0:0) | Uzbekistan · 72' Shatskikh | Stadion Metallurg, Tursunzoda Widzów: 15 tys. Sędzia: Tan Hai |
|                       |             |          |                            |                                                               |

| 6 września 2011 16:00 | Uzbekistan · Jeparov 8' | 1:1(1:0) | Japonia · 65' Okazaki | Stadion Centralny Paxtakor, Taszkent Widzów: 32 tys. Sędzia: Khalil Al Ghamdi |
|                       |                         |          |                       |                                                                               |

| 6 września 2011 9:30 | Korea Północna · Pak Nam-chol 14' | 1:0(1:0) | Tadżykistan | Stadion Yanggakdo, Pjongjang Widzów: 28 tys. Sędzia: Võ Minh Trí |
|                      |                                   |          |             |                                                                  |

| 11 października 2011 12:45 | Japonia · Havenaar 11', 47' · Okazaki 19', 74' · Komano 35' · Kagawa 41', 68' · Nakamura 56' | 8:0(4:0) | Tadżykistan | Stadion Nagai, Osaka Widzów: 44 tys. Sędzia: Benjamin Williams |
|                            |                                                                                              |          |             |                                                                |

| 11 października 2011 9:00 | Korea Północna | 0:1(0:1) | Uzbekistan · 25' Geynrikh | Stadion Yanggakdo, Pjongjang Widzów: 29 tys. Sędzia: Alireza Faghani |
|                           |                |          |                           |                                                                      |

| 11 listopada 2011 14:00 | Uzbekistan · Kapadze 49' | 1:0(0:0) | Korea Północna | Stadion Centralny Paxtakor, Taszkent Widzów: 27,5 tys. Sędzia: Andre El Haddad |
|                         |                          |          |                |                                                                                |

| 11 listopada 2011 10:00 | Tadżykistan | 0:4(0:1) | Japonia · 36' Konno · 61', 90+2' Okazaki · 82' Maeda | Stadion Pamir, Duszanbe Widzów: 18 tys. Sędzia: Kim Dong-jin |
|                         |             |          |                                                      |                                                              |

| 15 listopada 2011 14:00 | Uzbekistan · Tursunov 34' · Ahmedov 60' · Geynrikh 72' | 3:0(1:0) | Tadżykistan | Stadion Centralny Paxtakor, Taszkent Widzów: 5,3 tys. Sędzia: Mohamed Zarouni |
|                         |                                                        |          |             |                                                                               |

| 15 listopada 2011 08:00 | Korea Północna · Pak 50' | 1:0(0:0) | Japonia | Stadion im. Kim Ir Sena, Pjongjang Widzów: 50 tys. Sędzia: Nawaf Szukr Allah |
|                         |                          |          |         |                                                                              |

| 29 lutego 2012 | Japonia | 0:1(0:0) | Uzbekistan · Shadrin 54' | Toyota Stadium, Toyota Widzów: 40,7 tys. Sędzia: Abdullah Balideh |
|                |         |          |                          |                                                                   |

| 29 lutego 2012 | Tadżykistan · Khamrakulov 61' | 1:1(0:0) | Korea Północna · Jang 53' (k) | Stadion 20-lecia Niepodległości Tadżykistanu, Chodżent Widzów: 35 tys. Sędzia: Banjar Al Dosari |
|                |                               |          |                               |                                                                                                 |